# 教養小説
教養小説（きょうようしょうせつ）は、主人公がさまざまな体験を通して内面的に成長していく過程を描く小説のこと。ドイツ語のビルドゥングスロマーン（Bildungsroman）の訳語であり、自己形成小説や成長小説とも訳される。この概念はドイツの哲学者ヴィルヘルム・ディルタイが、ゲーテの『ヴィルヘルム・マイスターの修業時代』を中心に、それに類似した作品群を指す言葉として使用したことによって初めて知られ、まずドイツの小説における1つの分野を表す言葉として知られるようになった。その後、「日本の教養小説」、「イギリスの教養小説」などのように、それぞれの国で成立した同様の小説に対しても用いられている。

## 発祥と歴史
「教養小説」の成立の背景には、ドイツ市民社会の成立と、啓蒙主義の浸透の過程でギリシア思想を摂取したことによって人間形成（パイデイア）の概念が広まったことがある。これによって絶えず「ビルドゥング」（自己形成）を念頭においたヴィーラントの『アーガトン』やゲーテの『ヴィルヘルム・マイスター』のような小説が生まれ、こうした傾向を跡付けるために「教養小説」という言葉が生まれたと考えられるのである。

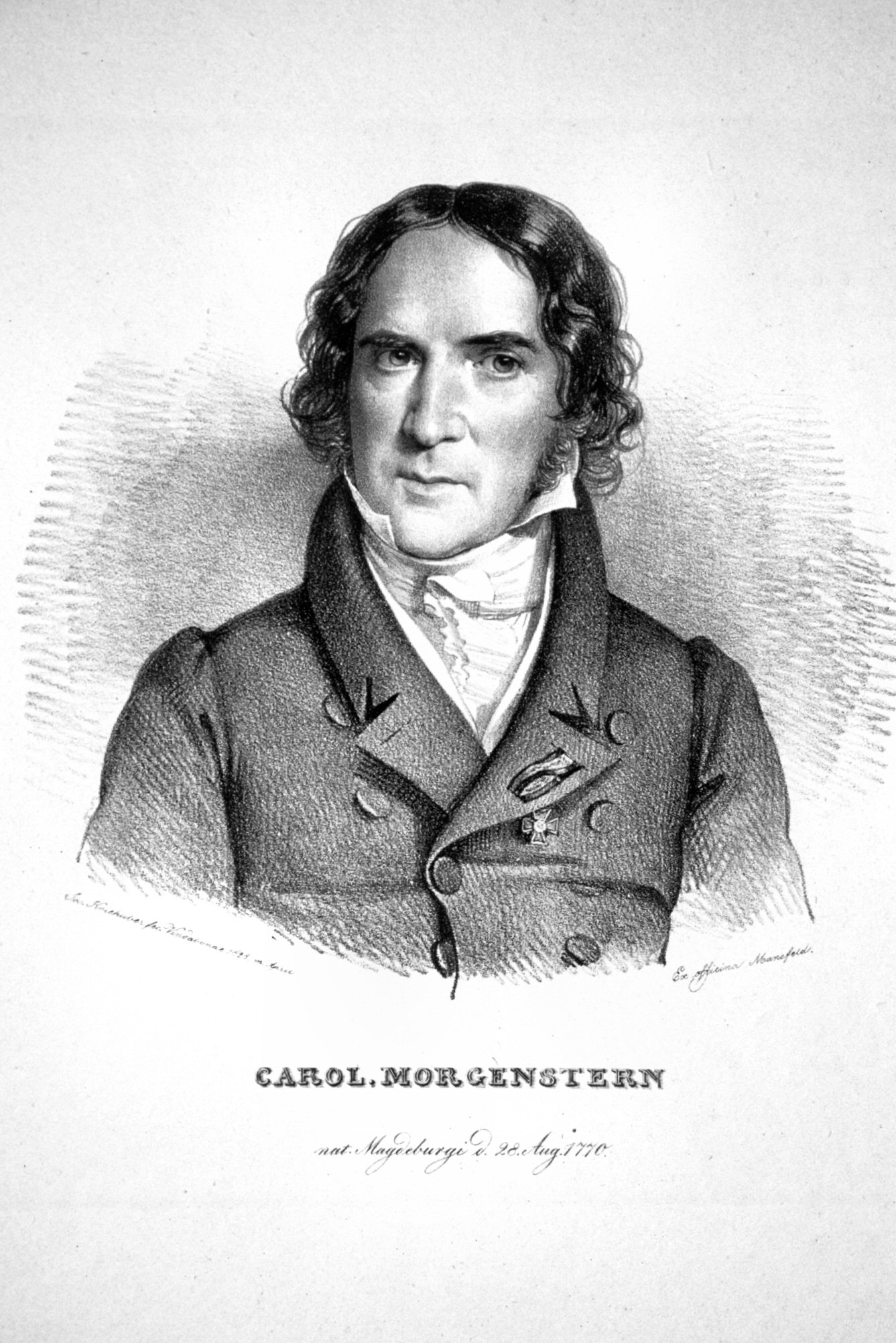
カール・モルゲンシュテルン（1770年 - 1852年）

「教養小説」の言葉は長い間先述のディルタイがはじめて使用した言葉だと信じられてきたが、フリッツ・マルティーニの論文「教養小説、その言葉の歴史と理論」（1961年）によって、すでに19世紀初頭の文芸史家カール・モルゲンシュテルンがこの言葉を使用していたことが明らかになっている。モルゲンシュテルンは1820年に「教養小説の本質について」と「教養小説の歴史考」という二種の講演でこの概念について詳しく論じており、最初のほうの講演で「この種の小説は、何よりも素材によって、主人公の教養を、そのはじめからある程度の完成段階に至るまでの推移においてえがき、第二に、この小説はほかならぬそういう描写によって読者の教養を他のいかなる種類の小説よりもひろく促進するがゆえに、教養小説と呼ばれるのである」と定義している。
その後、ディルタイは大著『シュライアーマッヒャーの生涯』（1870年）において、ゲーテの『ヴィルヘルム・マイスター』とそれに連なる類似した形式の作品群に対して、人間の生における様々な段階の形成（アウスビルドゥング）を示すものとして「教養小説」という語を用い、また後年の『体験と創作』（1905年）のヘルダーリンを扱った章でも「教養小説」の語を頻繁に用いこの語を有名にした。そうしてディルタイ以後、『ヴィルヘルム・マイスター』以前のドイツの作品にも遡行的に「教養小説」の性質が見出され、ヴィーラントの『アーガトン』、グリンメルスハウゼン『阿呆物語』、ヴォルフラム・フォン・エッシェンバッハの叙事詩『パルチヴァル』などにまで適用されるに至った。
ゲーテ以後の代表的な教養小説としては、ノヴァーリスの『青い花』、ヘルダーリンの『ヒュペーリオン』、シュティフターの『晩夏』、ケラーの『緑のハインリヒ』、トーマス・マン『魔の山』、ヘッセ『デミアン』などが挙げられる。

## 類義語
「教養小説」の類義語として、「発展小説」（独: Entwicklungsroman）といった言葉が用いられることもある。「教養小説」との違いは曖昧で論者によって定義も異なるが、例えばゲーテ以前の教養小説を発展小説と読んで区別したり、あるいは「教養小説」よりも教養形成の過程を重視したものをそのように呼んだりする場合がある。また、E.L.シュタールは典型的目標の有無で「教養小説」と「発展小説」を区別しており（明確な形成の目標を欠くものが後者）、さらに主要な人物がひとりないし複数の教師によって直接指導されることによって（つまり世界の多様な影響力を受けるのでなくして）成長する小説を「教育小説」（独: Erziehungsroman）と呼び、区別している。

## 日本の教養小説
日本では大正時代始めに、ドイツ語の「ビルドゥングスロマン」が「修養小説」と訳され、大正時代中期に「教養小説」と訳し直された。そのため、個人が学問を修め品性を磨き高潔な人格を目指す「修養」と結びつき、教育と多く関係するようになった。江戸時代までは封建時代の家制度の身分制社会で親や養子先の跡継ぎとなり、自分で進路を開拓する必要はなく、人間の形成も儒教と仏教があり、一定の道と形式が定められ個人での奮闘と創始は、さほど必要ではなかった。しかし、明治時代から近代社会になって以降は自由に地位を変えられようになり、そのため多様化して、若者、青年は、自分で自分の成長と進路を切り開く必要性が出てきた。坪内逍遥は『小説神髄』で、近代小説では人間の内的な心理過程も描くことを提唱し、個人とその精神の成熟を要求して教養小説への展開を一つの分野として準備している見解がある。日本での近代的な教養小説はこれらを背景にして出現した。変革期で社会に立身出世主義があり、没落士族の家から出世する徳富蘆花『思出の記』は、チャールズ・ディケンズの『デイヴィッド・コパフィールド』に倣い最初の教養小説として書かれたとする。
日本の主要な教養小説
- 徳冨蘆花 『思出の記』
- 夏目漱石『三四郎』 - 小説内の期間が1年間にすぎず、ドイツ文学研究者から成長せず教養小説ではないとの意見もあるが、太平洋戦争後は日本の教養小説とみなされている。
- 森鴎外『青年』
- 下村湖人『次郎物語』
- 山本有三『路傍の石』

## イギリスの教養小説
産業革命の激変から英国選挙法改正・社会変革運動も終焉し、階級・格差はあるものの一定の豊かさがある社会が作られた時代だとする1850年ごろ。貧しい地方出身の青年が都会またはロンドンへ進出して、様々な経験を通して苦闘しつつ成長し、自らのささやかな居場所を作り出すイギリスの教養小説が出現した。これは18世紀からの英国ピカレスク小説を基盤にして発展させ、ゲーテ『ヴィルヘルム・マイスター』の人間形成の主題を学び取り入れ、ルソー『告白』からの告白自伝小説の影響もあり成立した。
イギリスの主要な教養小説
- チャールズ・ディケンズ『デイヴィッド・コパフィールド』、『大いなる遺産』
- トマス・ハーディ『日陰者ジュード』
- D・H・ローレンス『息子と恋人』
- サマセット・モーム『人間の絆』